# NGC 7391
NGC 7391 este o galaxie situată în constelația Vărsătorul. A fost descoperită în 1 octombrie 1785 de către William Herschel. Se află la o distanță de 46,56 de megaparseci de Pământ.